# Дяденистов, Владимир Григорьевич
Влади́мир Григо́рьевич Дядени́стов (15 августа 1955 года, Зеленоборский, СССР) — советский и российский певец (тенор), заслуженный артист России (2010), солист-вокалист Санкт-Петербургского театра «Рок-опера»(1984—2017), артист театра «Алеко».

## Биография
Профессиональная музыкальная карьера Владимира Дяденистова началась в годы службы на Балтийском флоте — он пел в вокально-инструментальном ансамбле «Волна».
По окончании службы, в декабре 1976 года, Владимир прошёл прослушивание в ВИА «Калинка» и был принят туда солистом-вокалистом. Ансамбль пользовался огромной популярностью и много гастролировал в СССР и за рубежом, записывался на радио и снимался в передачах Центрального телевидения, был дипломантом и лауреатом многих фестивалей.
В конце 1970-х вместе с другими солистами ансамбля был приглашён в театральную группу ВИА «Поющие гитары», осуществившую постановку зонг-оперы Александра Журбина «Орфей и Эвридика» и продолжившую работы в жанре музыкального спектакля. Впоследствии эта группа отделилась от «Поющих гитар» и стала самостоятельным театром «Рок-опера», где Владимир и работает до настоящего времени.
За время работы в театре Владимир исполнил множество сложнейших сольных партий и ролей второго плана: Орфея в спектакле «Орфей и Эвридика», кардинала Джованни Медичи («Монах, блудница и монарх»), Степана Разина и Ваську Уса («Степан Разин»), Джельсомино («Джельсомино») и др.
В 1985 году художественный руководитель театра В. Подгородинский, работая над оперой-мистерией Алексея Рыбникова «Юнона» и «Авось», ввёл в спектакль совершенно нового персонажа — Звонаря, фактически «овеществлённую» душу Николая Резанова. Владимир изначально исполнял роль Федерико (эта роль и сегодня в его репертуаре), но впоследствии освоил и роль Звонаря, который в спектакле практически лишён слов и лишь сложнейшей пластикой и эмоциональным настроем может передать все метания души главного героя. Летом 2010 года в Санкт-Петербурге состоялось двухтысячное исполнение «Юноны» и «Авось».
В 1989 году Подгородинский приступил к постановке знаменитой рок-оперы «Иисус Христос — суперзвезда» Эндрю Ллойда Уэббера, предложив Владимиру Дяденистову исполнить главную роль. Работая над образом Иисуса Христа, Владимир глубоко уверовал, принял крещение и испросил благословения на свою работу в этом произведении и на весь спектакль. Премьера состоялась в феврале 1990 года и с того времени не уходит из репертуара театра. Владимир являлся практически бессменным исполнителем партии Иисуса вплоть до 2017 года. Спектакль многократно вывозился на гастроли в СССР и за рубеж, неизменно вызывая самый живой отклик у зрителей.
Последующие постановки театра ещё больше подчеркнули изысканную тонкость, с которой Владимир относится к самым маленьким ролям. Нельзя не отметить его работу в роли брата Лоренцо, францисканского монаха, в рок-опере Владимира Калле «Ромео и Джульетта» (ноябрь 2010).
В ознаменование многолетнего творчества в июне 2010 года Указом президента РФ Владимиру присвоено звание заслуженного артиста России.
В настоящее время Владимир, помимо театральных спектаклей, активно занят концертной деятельностью — как сольными проектами, так и выступлениями на городских мероприятиях и фестивалях. На различных площадках Санкт-Петербурга, Москвы и других городов регулярно и с большим успехом идут концертные программы «Бескрайнее море во мне…», «Капля любви», «От сердца к сердцу мост» и др. Выпущены вокальные альбомы «Смешение красок», «Верь в великую силу любви», «Где-то очень далеко», «Хранима ангелом душа», «Я спою тебе» и «Капля любви» (совместно с Ксенией Зуден), а также альбом «Стихи XX века».
Особое место в жизни артиста занимает работа над циклом спектаклей «Во имя Бога и души живой. Судьбы поэтов Серебряного века». В октябре 2015 г. в Санкт-Петербурге состоялась премьера первого спектакля цикла — «Жизнь Марины Цветаевой», в котором Владимир сыграл роль Сергея Эфрона. В декабре 2016 г. в музее-квартире А. А. Блока состоялась премьера второго спектакля цикла — «Жизнь Александра Блока», в котором Владимир исполнил заглавную роль.
На сцене театра «Алеко» Владимир принимает участие в двух масштабных проектах — в мюзиклах «Verona» и «Titanic. Рейс 14-01» драматурга Алексея Козырева и композитора Александра Бараева (роли синьора Монтекки и капитана Эдварда Смита соответственно).
Песни в исполнении Владимира звучат в эфире «Радио Петербург» и «Радио Мария». Летом 2012 г. творческой студией «Этника» был снят документальный фильм о Владимире — «Звонарь. Свет паутинки» (режиссёр — Максим Шапка), регулярно выходят программы с участием Владимира на православном канале «Союз».
Владимир женат с 1979 года, имеет троих детей, двух внучек и внука. Больше всего прочего любит отдых с семьёй на своей родине — на границе Мурманской области и Карелии, и рыбную ловлю. Много времени проводит за книгами — преимущественно духовного содержания. 

## Роли
- 1977 «Свадьба в Калиновке, или Утро вечера мудренее» Митяй
- 1985 «Юнона» и «Авось» Звонарь; Федерико
- 1988 «Монах, блудница и монарх» Джованни Медичи
- 1990 «Иисус Христос — суперзвезда» Иисус Христос
- 1991 «Джельсомино» Джельсомино
- 1992 «Степан Разин» Степан Разин; Васька Ус
- 1996 «Гадкий утёнок» Полпетушка
- 1999 «Орфей и Эвридика» Орфей
- 1999 «Сказка о мёртвой царевне и о семи богатырях» Королевич Елисей
- 2002 «Корабль дураков» Повеса; Альфонс
- 2004 «Куда путь держишь, ваше благородие?..» Савельич
- 2005 «Синяя птица» Огонь
- 2008 «Кентервильское привидение» Сэр Кентервиль; Чарльз Уолтер
- 2010 «Ромео и Джульетта» Брат Лоренцо
- 2015 «Во имя Бога и души живой. Жизнь Марины Цветаевой» Сергей Эфрон; Поэт
- 2016 «Во имя Бога и души живой. Жизнь Александра Блока» Александр Блок
- 2017 «Сны о Есенине» Сергей Есенин
- 2018 «Жди меня» Николай Добровольский
- 2018 «Жди меня» (версия для детей) Отец
- 2018 «Марина Цветаева. Крылатая душа» Рассказчик
- 2018 «Гумилёв. Без Гумилёва» Юродивый
- 2018 «Тайна поэзии, жизни, любви… Иван Тургенев и Полина Виардо» Тургенев
- 2018 «Verona» синьор Монтекки
- 2018 «Рождественская сказка» Владимир
- 2018 «Серебряное копытце» дед Кокованя
- 2019 «Весна между обстрелами» Лейтенант
- 2019 «Рождены в Ленинграде» профессор Сосновский
- 2019 «Уважаемая Лидия Алексеевна…» Чехов
- 2019 «Мандельштам. Век мой, зверь мой» Мандельштам
- 2019 «Titanic. Рейс 14-01» Капитан
- 2020 «Иной Есенин» Сергей Есенин
- 2021 «Приговор любви» Капитан
- 2021 «Нить Ариадны. Судьба дочери Цветаевой» Сергей Эфрон
- 2022 «Вечеръ поэтовъ. Подвалъ Бродячей собаки» Пьеро
- 2023 «Я нежности училась... Судьба Юлии Друниной» Рассказчик
- 2024 «Рождественский вертеп» Волхв
- 2024 «Слушай, Ленинград» Солдат
- 2024 «Никто не забыт» Солдат
- 2024 «Любовь и смерть Лермонтова» Старец
- 2025 «Али-Баба и сорок разбойников» Мустафа

Озвучивание:
- Художественный фильм «Сказки старого волшебника» — песни Принца

## Награды и почётные звания
- 2010 14 июня Заслуженный артист Российской Федерации — за заслуги в области искусства[2]
- 2014 8 июня Лауреат I степени, обладатель приза зрительских симпатий Отборочного тура XIII Международного Александро-Невского фестиваля православной патриотической песни в номинациях «Исполнитель» и «Композитор-исполнитель»
- 2014 9 ноября Лауреат II степени VIII Международного фестиваля современной православной духовной песни «Невские купола» в номинации «Лауреат»
- 2014 7 декабря Лауреат I степени финала XIII Международного Александро-Невского фестиваля православной патриотической песни в номинациях «Исполнитель» и «Композитор-исполнитель»
- 2018 14 января Лауреат XVIII Международного фестиваля православной авторской песни «Исповедь сердца» (г. Кострома)
- 2023 11 июня Лауреат I степени I Всероссийского фестиваля-конкурса композиторского искусства «Теория струн» в номинации «Вокальная музыка. Малая форма» (г. Пушкин)